# Sweet Refrain
「Sweet Refrain」（スウィート リフレイン）は、Perfumeの19枚目のシングル。2013年11月27日にPerfume Records / ユニバーサルJから発売された。

## 背景
5枚目アルバム『LEVEL3』を挟み、前作「Magic of Love」以来約6か月ぶりの2013年第3弾シングルとなった。

## 制作
制作は、テレビドラマ『都市伝説の女 Part2』とのタイアップが決まってから始められた。
レコーディングは、Perfumeが音楽フェス『SONIC MANIA』に初出演した2013年8月9日の午前11時から開始された。朝ということで声が出ないのにもかかわらずキーが高くて苦労した、とあ〜ちゃんは吐露している。

## ミュージック・ビデオ
田中裕介の監督のもとアーツ前橋でモーション・コントロール・カメラを使用して撮影された。
2013年11月4日にショート・バージョンが、翌月3日にフル・バージョンがYouTubeで公開され、本作の初回限定盤に付属しているDVDに収録された。

## 楽曲について
1.Sweet Refrain
中田がサラダにキュウリが入っているといつも拒否することから、詞の「サラダの中のアイツ」はキュウリだとかしゆかは捉えている。また、もともとはAメロの頭の2行が1番と2番で逆で、「サラダの中のあいつみたい 取り除いても匂いが消えない」が歌い出しだった。しかし、ドラマのエンディングで使われることを考えたら、長澤まさみがアップで映っているときにこの歌詞はおかしいということで2番の歌詞と入れ変わった。
また、長年ライブではフル尺で披露されなかったが、2023年のファンクラブツアーで発売して約10年越しにフル尺を披露した。
2.恋は前傾姿勢
約2カ月前に発売された5枚目アルバム『LEVEL3』のレコーディング時から存在していて、楽曲として完成していた。しかし、同作完成後の試聴会の際に収録されないことが判明し、本作に収録されることをメンバーは2013年10月22日に知らされた。また、収録されているのはリミックスされていて印象が変わっている。

### タイアップ
- テレビ朝日系金曜ナイトドラマ『都市伝説の女 Part2』 主題歌 (#1)

ドラマのエンドロールではPerfumeのファンでもありドラマにも出演している長澤まさみの提案で、長澤、溝端淳平、竹中直人の3人がPerfumeと共にダンスを披露している。

## プロモーション
予約購入特典としてポスターが付いた。
リリース記念にYahoo! JAPANとのタッグで、Yahoo!検索(画像)での『動く画像検索』が開催された。

## 収録曲

### CD
全作詞・作編曲: 中田ヤスタカ
| #         | タイトル                                  | 作詞  | 作曲・編曲 | 時間 |
| --------- | ----------------------------------------- | ----- | ---------- | ---- |
| 1.        | 「Sweet Refrain」                         |       |            | 4:56 |
| 2.        | 「恋は前傾姿勢」                          |       |            | 4:14 |
| 3.        | 「Sweet Refrain -Original Instrumental-」 |       |            | 4:55 |
| 4.        | 「恋は前傾姿勢 -Original Instrumental-」  |       |            | 4:14 |
| 合計時間: | 合計時間:                                 | 18:19 |            |      |

DVD（初回限定盤のみ）
1. Sweet Refrain -Video Clip-